# Trioza ohiacola
Trioza ohiacola är en insektsart som beskrevs av Crawford 1918. Trioza ohiacola ingår i släktet Trioza och familjen spetsbladloppor. Inga underarter finns listade i Catalogue of Life.